# Pojedynek po balu maskowym (obraz Jeana-Léona Gérôme’a)
Pojedynek po balu maskowym (fr. Suites d’un bal masqué) – obraz olejny namalowany przez francuskiego malarza i rzeźbiarza Jeana-Léona Gérôme’a w 1857 roku, znajdujący się w zbiorach Musée Condé w Chantilly.

## Opis
Obraz przedstawia tragiczne wydarzenie po balu maskowym, kiedy to dwóch przebierańców będących być może pod wpływem alkoholu postanowiło stoczyć ze sobą pojedynek w zaśnieżonym paryskim Lasku Bulońskim.
Na pierwszym planie znajduje się sześciu mężczyzn ubranych w różne kostiumy. Postacią, która skupia na sobie najwięcej uwagi, jest mężczyzna przebrany za Pierrota który ranny osuwa się na ziemię. Mężczyzna przebrany za księcia de Guise trzyma go w ramionach, podczas gdy ten przebrany za weneckiego dożę będący być może lekarzem, prawą dłonią bada ranę znajdującą się na wysokości klatki piersiowej. Ostatni z tej grupy w stroju domino w geście rozpaczy zdaje się wyrywać sobie włosy z głowy. Zwycięzca pojedynku przebrany za Indianina i jego sekundant w stroju Arlekina oddalają się w prawą stronę. Istotnym elementem widocznym na obrazie są szpady użyte w pojedynku – jedna leży na śniegu a drugą podpiera się gasnący w oczach Pierrot. Dopełnieniem kompozycji są leżący na śniegu płaszcz, pióra które wypadły Indianinowi z pióropusza i widoczne w tle powozy.

## Repliki
Jean-Léon Gérôme stworzył dwie repliki tego obrazu. Jedna znajduje się w Ermitażu w Petersburgu, druga w Walters Art Museum w Baltimore.

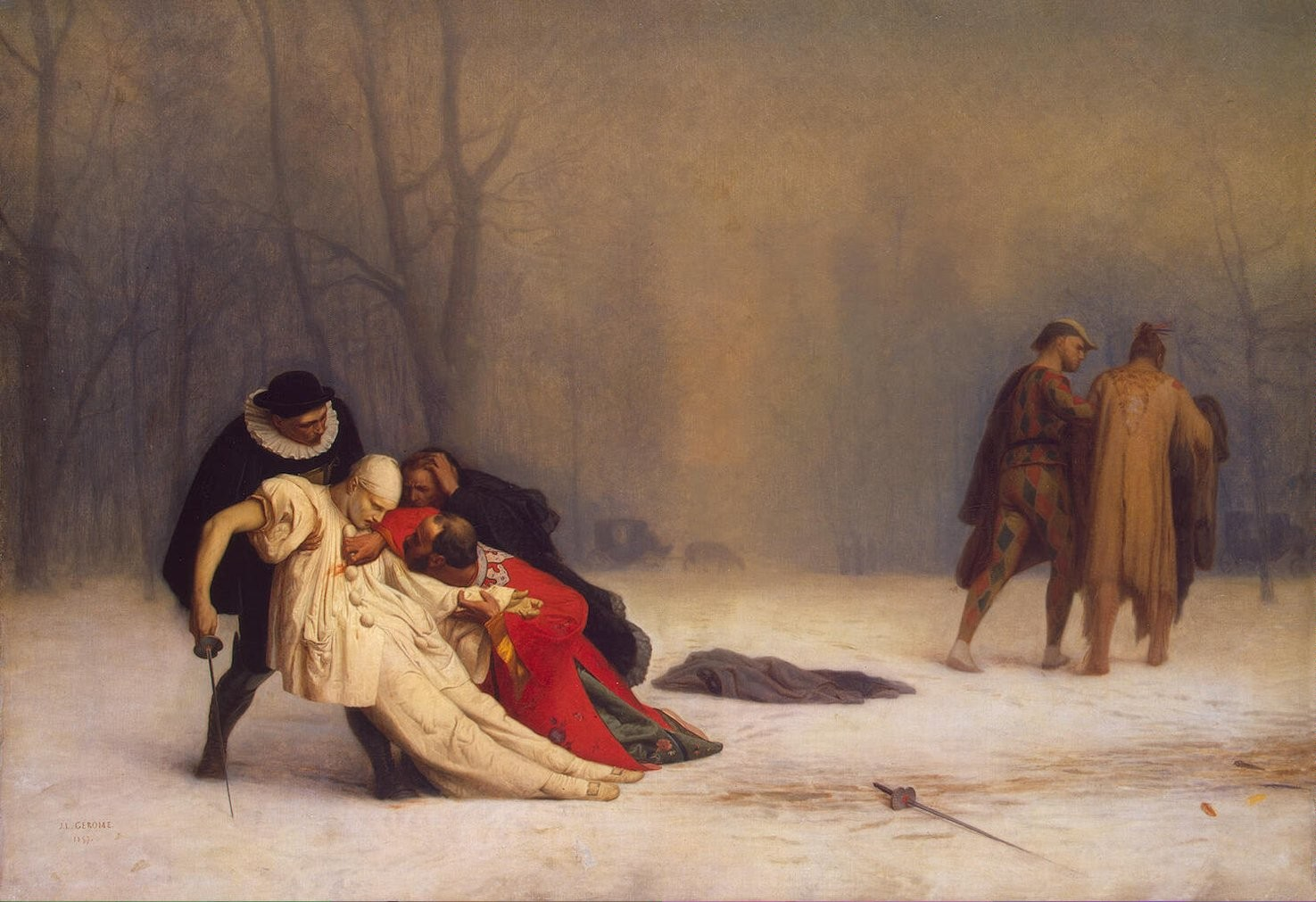
Ermitaż
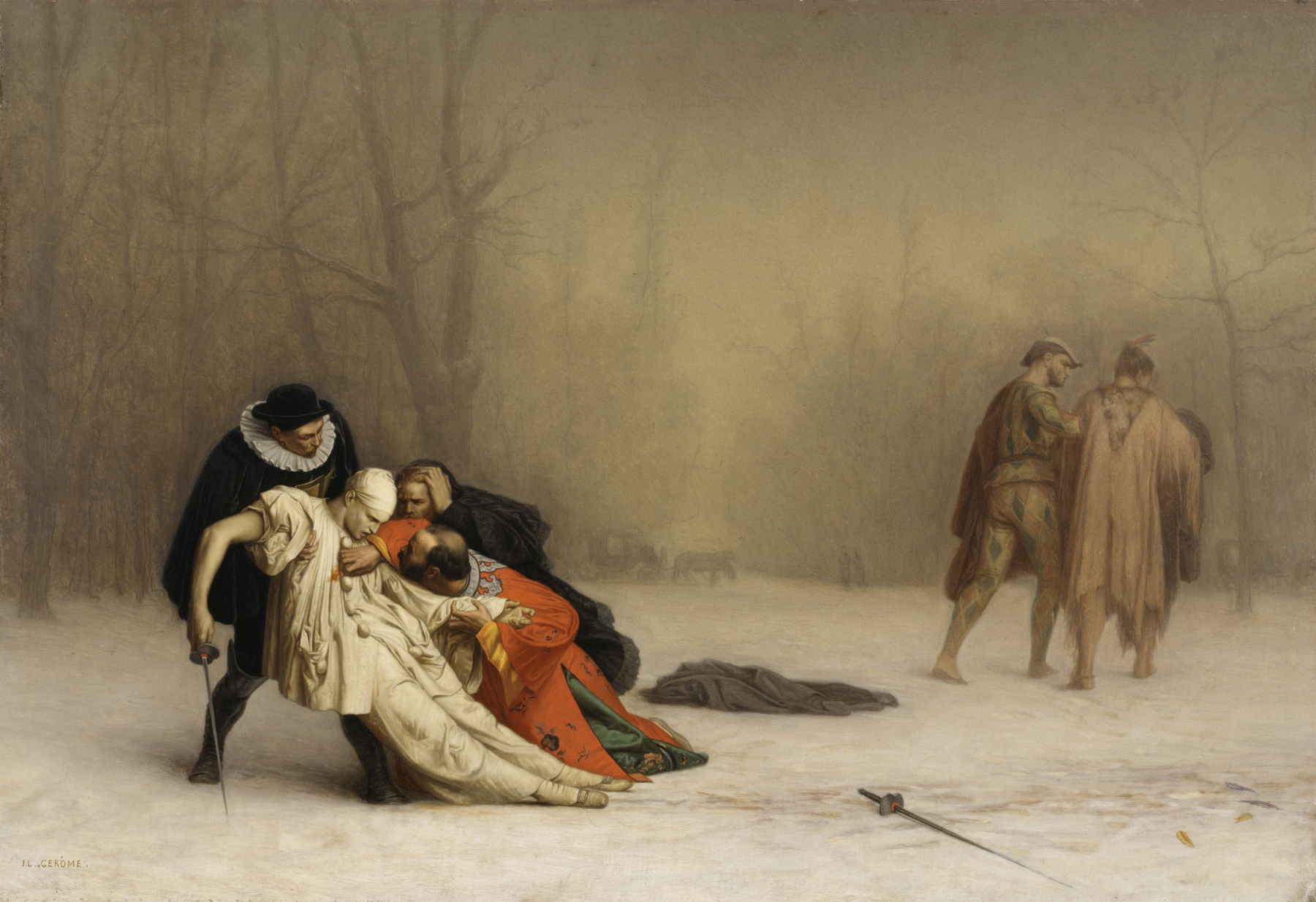
Walters Art Museum